# Left for Live
Left for Live es un álbum en directo del músico británico John Entwistle, publicado por la compañía discográfica J-Bird Records en julio de 1999. El álbum fue acreditado a The John Entwistle Band, grupo que el músico creó en 1995 con el productor Steve Luongo. La banda también incluyó al guitarrista Godfrey Townshend y al teclista Gordon Cotton, y el álbum documenta la gira realizada en 1996, en la que interpretaron una mezcla de canciones nuevas y clásicos de The Who.
Left for Live incluyó el tema «Under a Raging Moon», compuesto por John Parr y Julia Downes e incluido en el álbum homónimo de Roger Daltret. La canción, un homenaje a Keith Moon tras su muerte en 1978, fue la apuesta de Entwistle para tocar en el concierto Live Aid en sustitución de «Won't Get Fooled Again». Sin embargo, Pete Townshend discrepó y Entwistle decidió grabar su propia versión como homenaje a Moon.

## Lista de canciones
Todas las canciones escritas y compuestas por John Entwistle excepto donde se anota. 
| N.º | Título                                            | Duración |  |
| 1.  | «Horror Rock» (Entwistle, Steve Luongo)           | 2:52     |  |
| 2.  | «The Real Me» (Pete Townshend)                    | 4:26     |  |
| 3.  | «Darkerside of Night»                             | 5:10     |  |
| 4.  | «Success Story»                                   | 3:22     |  |
| 5.  | «905»                                             | 4:50     |  |
| 6.  | «I'll Try Again Today» (Entwistle, Luongo)        | 4:31     |  |
| 7.  | «Under a Raging Moon» (Julia Downes, John Parr)   | 12:15    |  |
| 8.  | «Endless Vacation» (Entwistle, Mark Hitt, Luongo) | 3:36     |  |
| 9.  | «Too Late the Hero»                               | 7:15     |  |
| 10. | «Had Enough»                                      | 5:03     |  |
| 11. | «Shakin' All Over» (Johnny Kidd)                  | 6:13     |  |
| 12. | «Young Man Blues» (Mose Allison)                  | 8:55     |  |

## Personal
- John Entwistle: voz, bajo y coros
- Godfrey Townsend: guitarra y coros
- Steve Luongo: batería y coros
- Gordon Cotten: teclados y coros